# Łasin (gmina)
Łasin est une gmina mixte du powiat de Grudziądz, Couïavie-Poméranie, dans le centre-nord de la Pologne. Son siège est la ville de Łasin, qui se situe environ 21 km à l'est de Grudziądz et 63 km au nord-est de Toruń.
La gmina couvre une superficie de 136,58 km2 pour une population de 8 288 habitants.

## Géographie
La gmina est bordée par les gminy de Biskupiec, Nowe Miasto County, Gardeja, Gruta, Kisielice, Rogóźno et Świecie nad Osą.